# Выборщик породы

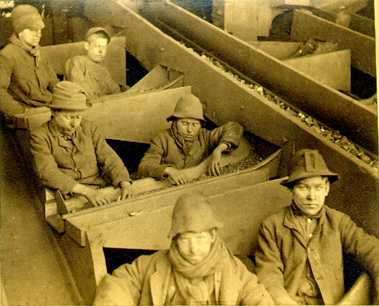
Дети — выборщики породы в Пенсильвании,
1884

Вы́борщик поро́ды — работник шахты, вручную отделяющий уголь от примесей. Использование выборщиков породы в США началось в середине 1860-х годов, там они назывались бре́йкер-бойз (англ. breaker boys — «дети-ломатели»). Название связано с тем, что выборщиками породы работали в первую очередь дети, а также старики, больные или люди, которые не могли найти другую профессию. Несмотря на общественное осуждение, использование детей в шахтах США продолжалось до 1920-х годов.